# Renato Zanardo
Renato Zanardo (Monselice, 13 maggio 1915 – Roma, 27 maggio 1977) è stato un militare italiano, decorato con la medaglia d'oro al valor militare a vivente e con la croce laureata dell'Ordine di San Ferdinando spagnola nel corso della guerra di Spagna.

## Biografia
Nacque a Monselice, provincia di Padova, il 13 maggio 1915, figlio di Alessandro e Gisella Cisotto. Chiamato a prestare servizio militare nel Regio Esercito nell'aprile 1936, fu assegnato al 3º Reggimento carri armati, e venne mobilitato a domanda per servizio durante la guerra di Spagna dove sbarcò a Cadice il 6 febbraio 1937 assegnato alla 4ª Compagnia carri d'assalto del raggruppamento carristi. Nel corso del combattimento di Oliete dell'11 marzo 1938, colpito da bomba che scoppiando gli sfracellava la mano destra, subiva lungo periodo di degenza ospedaliera a Napoli e veniva collocato in congedo assoluto nel settembre dello stesso anno. Tuttavia nel dicembre successivo otteneva di ritornare in Spagna nel 4º Reggimento carristi rientrando in Italia nel giugno 1939 con la promozione a sergente per meriti di guerra. Fu decorato dal governo spagnolo con la croce laureata dell'Ordine di San Ferdinando, e da quello italiano con la medaglia d'oro al valor militare a vivente. Promosso sottotenente di fanteria carrista ed iscritto nel R.O. (Ruolo d’Onore) nel gennaio 1941 veniva richiamato a domanda durante la seconda guerra mondiale. Dopo la fine del conflitto si stabilì a Roma, dove si spense il 27 maggio 1977.